# 250
250是249和251之间的自然数。

## 在數學中
- 合數，正因數有1、2、5、10、25、50、125和250。
質因數分解為{\displaystyle 2\times 5^{3}}。
- 虧數，真因數和為218，虧度為32。
- 十进制的等數位數。

## 在人類文化中
- 在汉语中，250（二百五）原先是辱骂或调侃他人的俚语，意为“笨蛋”或“傻子”[1]。這種講法後來普及至全国，並进一步衍生出了“2”的简化版本，例如：「二哈」。
- SMTP中邮件动作完成的状态代码
- 在圣经中，是谋叛摩西的人数，他们最后被火焰吞没（Numbers 26:10）
- VDL DB250是一款由荷蘭VDL巴士生產的兩軸雙層巴士車款